# Fort Laramie
Fort Laramie és una població dels Estats Units a l'estat de Wyoming. Segons el cens del 2000 tenia 243 habitants.

## Demografia
Segons el cens del 2000, Fort Laramie tenia 243 habitants, 119 habitatges, i 59 famílies. La densitat de població era de 347,5 habitants/km².
Dels 119 habitatges en un 20,2% hi vivien nens de menys de 18 anys, en un 39,5% hi vivien parelles casades, en un 6,7% dones solteres, i en un 50,4% no eren unitats familiars. En el 42% dels habitatges hi vivien persones soles el 21% de les quals corresponia a persones de 65 anys o més que vivien soles. El nombre mitjà de persones vivint en cada habitatge era de 2,04 i el nombre mitjà de persones que vivien en cada família era de 2,86.
Per edats la població es repartia de la següent manera: un 21,8% tenia menys de 18 anys, un 4,5% entre 18 i 24, un 24,3% entre 25 i 44, un 25,9% de 45 a 60 i un 23,5% 65 anys o més.
L'edat mediana era de 45 anys. Per cada 100 dones de 18 o més anys hi havia 84,5 homes.
La renda mediana per habitatge era de 22.500 $ i la renda mediana per família de 32.917 $. Els homes tenien una renda mediana de 28.929 $ mentre que les dones 13.125 $. La renda per capita de la població era de 13.236 $. Entorn del 18,9% de les famílies i el 20,5% de la població estaven per davall del llindar de pobresa.

## Poblacions més properes
El següent diagrama mostra les poblacions més properes.